# 瑪希德弗朗
瑪希德弗朗（土耳其語：Mahidevran；1500年－1581年2月3日），也被稱作居爾巴哈爾蘇丹，她是鄂圖曼帝國苏莱曼一世的配偶，同時也是王儲穆斯塔法皇子的生母。

## 名字
瑪希德弗朗的名字涵義為「永遠美麗之人」、「永不褪色的美人」或「幸運的月亮」，她又被稱為居爾巴哈爾（Gülbahar）意思為「春天的玫瑰」，其中居爾的意思是「玫瑰」，巴哈爾在土耳其語及波斯語的涵義為「春天」。

## 頭銜與稱號
在史書及文獻中，她經常被稱為瑪希德弗朗蘇丹 ，一些歷史學家則稱呼她為瑪希德弗朗御妻或是瑪希德弗朗可敦。根據學者萊斯里·P·皮爾士的研究，鄂圖曼蘇丹正室頭銜自蘇萊曼的統治時期起，從可敦改稱蘇丹 ，女性蘇丹的頭銜在西方文獻中被稱為蘇丹娜以區別男性與女性。
瑪希德弗朗是穆斯塔法皇子的母親，穆斯塔法皇子是蘇萊曼一世的長子，也是最有可能繼承王位的繼承人，根據鄂圖曼傳統，瑪希德弗朗身為蘇萊曼的首席配偶（BaşKadın），她在後宮擁有僅次於蘇丹皇太后的權力 。然而在1526年之後，瑪希德弗朗的地位被蘇萊曼喜愛的许蕾姆苏丹所取代，雖然許蕾姆成為了蘇萊曼的新寵，後來更成了他的皇后 ，但是瑪希德弗朗仍保留了蘇萊曼長子母親的身分 ，並被認為是蘇萊曼大帝元配妻子。

## 出身背景
史料對瑪希德弗朗的早年生活所知甚少，關於她的背景，歷史學家們仍有爭議：
- 根據一些威尼斯的說法，認為瑪希德弗朗具有切爾克斯的血統[21][22]。
- 瑪希德弗朗父親的名字，在文獻中被稱為阿卜杜勒、阿卜杜勒-拉赫曼或阿卜杜勒-米南，證明她是一名穆斯林出身的奴隸[23][24]。
- 依據史學家尼古拉·约尔加的研究及其他論點認為，瑪希德弗朗來自蒙特內哥羅地區[21][25]。

## 蘇萊曼一世
當蘇萊曼一世擔任馬尼薩的總督時，瑪希德弗朗是蘇萊曼後宮眾多的宮女之一，1515年在她幫蘇萊曼一世生下穆斯塔法皇子後，母憑子貴，瑪希德弗朗成為蘇萊曼最喜愛的妃子。除了穆斯塔法皇子外，瑪希德弗朗可能也是她丈夫的另一個兒子，阿卜杜勒皇子的母親，雖然現在多數歷史學者認為阿卜杜勒皇子應當是許蕾姆蘇丹所生的孩子。
當塞利姆一世於1520年去世後，蘇萊曼前往鄂圖曼帝國的首都伊斯坦堡，並登上了蘇丹的寶座。1521年，蘇萊曼一世失去了他的另外兩個兒子，九歲的马哈茂德皇子與還是嬰兒的穆拉德皇子，穆斯塔法因此成為了蘇萊曼最年長的孩子。此時在托卡比皇宮的後宮，瑪希德弗朗有了一名強大對手 - 許蕾姆蘇丹（也被稱為羅克塞拉娜），而許蕾姆蘇丹很快就奪走了蘇萊曼一世對瑪希德弗朗的寵愛。
許蕾姆蘇丹於1521年生下穆罕默德皇子，然後在1524年又產下了塞利姆皇子（後來的塞利姆二世），這使瑪希德弗朗失去了作為蘇萊曼一世獨子穆斯塔法皇子母親的地位，而蘇萊曼的母親艾謝·哈芙莎蘇丹則努力調和兩名女人間的敵對關係，由於激烈的競爭，在兩人的一次衝突中，瑪希德弗朗毆打了許蕾姆，這件事情激怒了蘇萊曼，瑪希德弗朗因此被逐出皇宮，許多歷史學家與作家皆從兩名女人的衝突編寫了戲劇性的虛構小說，實際上這並非史實，瑪希德弗朗是因為跟隨被任命為馬尼薩總督的兒子穆斯塔法一同離開伊斯坦堡，直到在1553年穆斯塔法被處決後，瑪希德弗朗退隱到布爾薩，並最終在此地離世。
許蕾姆與瑪希德弗朗兩人間發生打鬥的說法可信度並不高，相反的，許蕾姆從未離開過她的任何一名兒子的宮殿，而許蕾姆用巫術迷惑蘇萊曼一世的謠言更非事實而是虛構的。事實上，蘇萊曼一世最小的兒子吉漢吉爾皇子從出生時就生病了（天生有脊柱後凸的疾病），這讓許蕾姆蘇丹需要留在宮中照顧吉漢吉爾，而非如鄂圖曼帝國的傳統（皇子的生母需陪伴成年兒子出任各地的總督）離開伊斯坦堡。
據威尼斯共和國伯納多·納瓦吉羅大使的記載，蘇萊曼一世與許蕾姆蘇丹很重視居住於托卡比皇宮內的瑪希德弗朗。但到了1526年，蘇萊曼已經不再關心瑪希德弗朗，並將他的心力全投入到許蕾姆的懷中，在瑪希德弗朗離開馬尼薩之後，在1533年或1534年，蘇萊曼大帝為許蕾姆蘇丹舉行一次盛大的儀式正式立為皇后 ，取代了瑪希德弗朗原有的地位，然而，瑪希德弗朗仍然保有蘇萊曼一世的元配妻子的身分。

## 穆斯塔法皇子
根據鄂圖曼帝國的傳統，所有的成年皇子都會被派往各地擔任總督以培養他們統治帝國的能力，穆斯塔法於1533年被派往馬尼薩擔任總督，瑪希德弗朗也陪同兒子前往，到了1546年，儘管蘇萊曼一世依舊穩坐在他王座上，但他兒子們仍開始爭奪王位的繼承權，在1553年的一份匯報裡，伯納多·納瓦吉羅使節描述了瑪希德弗朗為保護自己兒子所做的努力：「穆斯塔法和他母親待在一起，他的母親每天提醒他並盡責地防止兒子遭人下毒，據說穆斯塔法對母親有著無限的尊重和崇敬。」。
穆斯塔法是一位非常受歡迎的皇子，當他年僅九歲時，大使伯納多·納瓦吉羅提到：「他有著非凡的才能，他將成為勇士，深受土耳其新軍們的喜愛，並且表現出色。」1553年，當穆斯塔法38歲的時候，這名威尼斯使節寫道：「難以描述他作為王位的繼承人是多麼的被受愛戴和期望。」但是，許蕾姆蘇丹和她的女婿大維齊爾魯斯坦帕夏皆反對穆斯塔法繼承王位，並針對穆斯塔法皇子展開陰謀，在1553年蘇萊曼一世於率軍前往奧斯曼-薩非戰爭途中，年老的蘇萊曼聽到穆斯塔法皇子打算背叛自己並奪取蘇丹之位的謠言，蘇萊曼被傳聞所激怒，因此下令處決了兒子穆斯塔法，但穆斯塔法皇子被指控的罪名後來也沒被證實真有其事。
直到兒子的生命結束前，瑪希德弗朗一直努力保護著穆斯塔法不被其政治對手傷害，大使崔維薩（Trevisano）於1554年提到，在穆斯塔法被處決的那一天，瑪希德弗朗曾派使者前去警告穆斯塔法 - 他的父親的計劃要殺死他，但穆斯塔法不幸地忽視了這則消息，根據崔維薩的說法，穆斯塔法一直拒絕聽信他的朋友甚至他母親的警告。

## 晚年與逝世

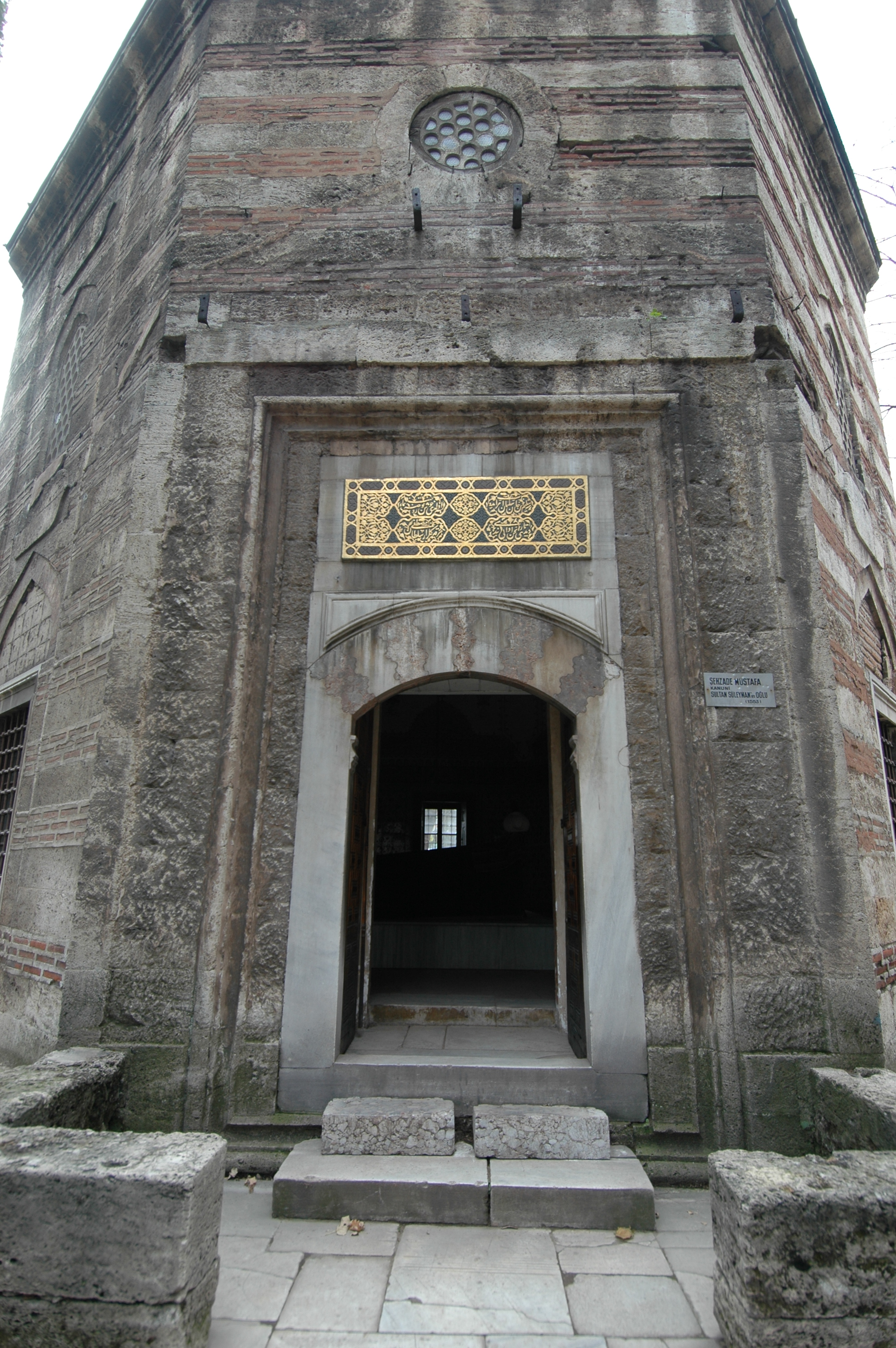
瑪希德弗朗陵墓的入口

在穆斯塔法皇子被處決後的幾年裡，瑪希德弗朗移居布爾薩，因為她的兒子被埋葬在那裏，她在布爾薩一直過著艱辛的日子，不但沒有足夠的錢支付房租，她的僕人在當地的市場上也遭受嘲諷和欺騙。
瑪希德弗朗的艱困生活在蘇萊曼一世死後獲得改善，穆斯塔法的異母弟弟塞利姆二世幫瑪希德弗朗付清債務，並且為她購買了一所房屋以及支付給她大筆的退休金，瑪希德弗朗終於有足夠的收入捐出大筆金錢來維護她兒子穆斯塔法的陵墓。
1581年瑪希德弗朗於布爾薩去世，並安葬在她心愛的兒子穆斯塔法身旁。